# Wiesław Górnicki
Wiesław Górnicki (ps. literackie: Ajax, Alex, Civis, Robert F. Stratton, Fryderyk Wierzbiński, Scorpio, Krewa; ur. 6 lutego 1931 w Warszawie, zm. 7 października 1996 tamże) – polski reportażysta, felietonista, dziennikarz, komunistyczny działacz polityczny.

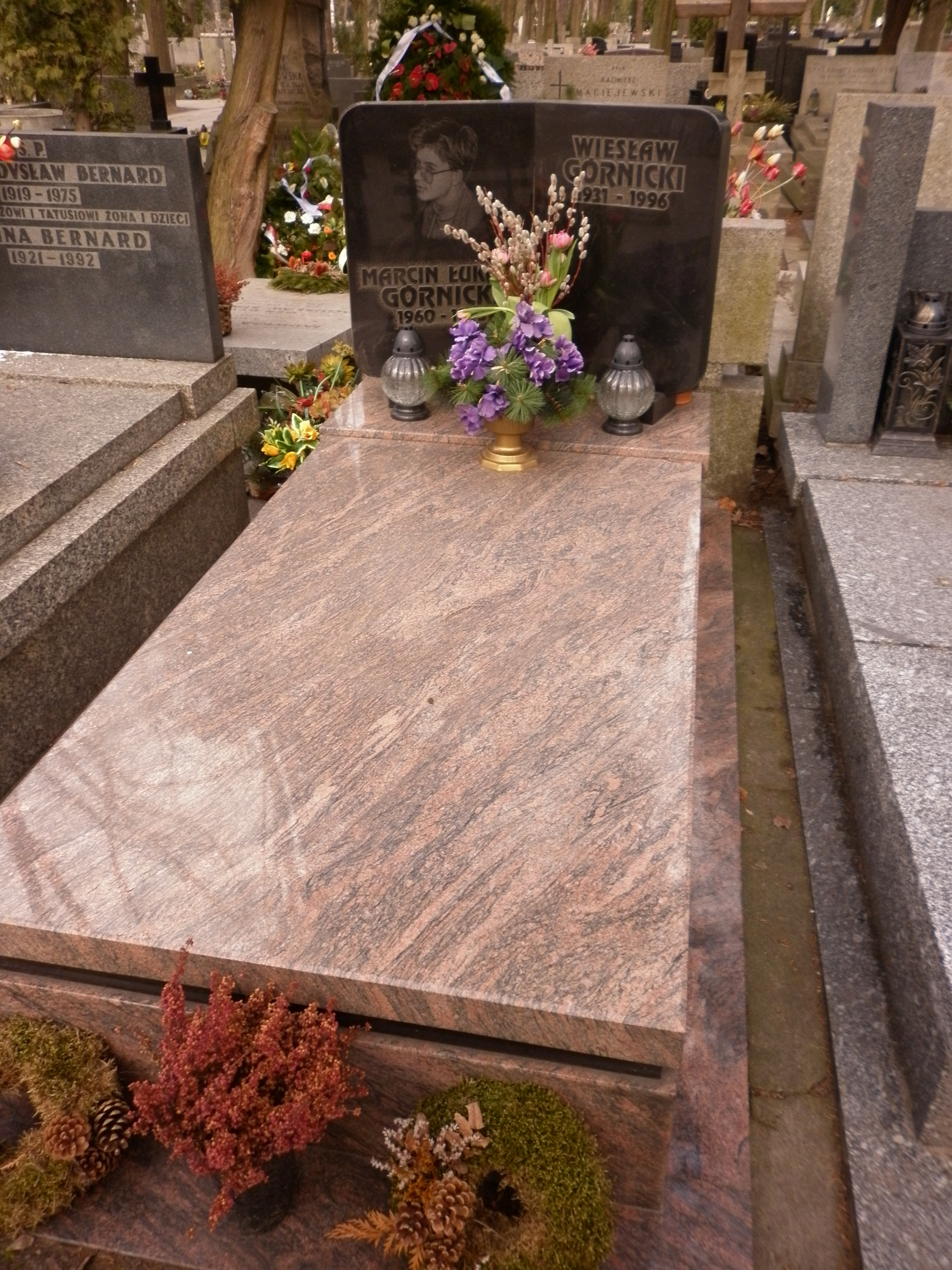
Nagrobek Wiesława Górnickiego

## Życiorys
Syn Kazimierza Górnickiego i Marii Wolskiej. W czasie II wojny światowej uczył się w konspiracyjnym Gimnazjum im. Mikołaja Reja w Warszawie, a po zakończeniu wojny w Gimnazjum im. księcia Józefa Poniatowskiego w Łowiczu oraz Państwowym Liceum Mechaniczno-Lotniczym w Warszawie (1946–1949). Po uzyskaniu dyplomu technika-lotnika, był przez rok studentem Wydziału Lotniczego Szkoły Inżynierskiej im. Hipolita Wawelberga i Stanisława Rotwanda. Pracował następnie w redakcjach pism: „Skrzydlata Polska” (1949–1953), „Żołnierz Wolności” (1953–1956), „Sztandar Młodych” (1955–1957), „Świat” (1956–1961).
Był korespondentem wojennym na Bliskim Wschodzie (1956) i Indonezji (1959–1960). Od 1958 do 1961 komentator Polskiej Kroniki Filmowej. Od 1961 w Stanach Zjednoczonych, gdzie studiował dziennikarstwo na Indiana University, był też (do 1967) korespondentem PAP przy ONZ. Po powrocie do Polski pracował w Centrali PAP, a od 1968 do 1974 w dziale zagranicznym „Życia Warszawy”. Od 1969 do 1980 prowadził audycję radiową pt. „Peryskop”. W latach 70. współpracował ponadto z czasopismami: „Współczesność”, „Dookoła Świata”, „Kultura” i „Dialog”. Od 1974 do 1981 był członkiem zespołu redakcyjnego tygodnika „Przekrój”. W 1980 został członkiem Prezydium Światowej Rady Pokoju.
Od października 1981 pracownik administracji państwowej, uważany za jednego z czołowych propagandystów ówczesnej władzy rządzącej (posługiwał się m.in. pseudonimem Paweł Szurawski). W noc wybuchu stanu wojennego w Polsce wcielony do służby wojskowej (od 1981 w stopniu kapitana, od 1982 – majora, od 1986 – podpułkownika). Bliski współpracownik gen. Wojciecha Jaruzelskiego (m.in. autor większości jego przemówień, w tym przemówienia z 13 grudnia 1981). Od grudnia 1981 do 1 lutego 1982 pracownik Biura Prasowego Rządu, od lutego do 15 września 1982 pracownik Gabinetu Prezesa Rady Ministrów, następnie kierownik Zespołu Studiów przy Prezesie Rady Ministrów (do 1 stycznia 1984). Od 1984 do 1985 dyrektor Samodzielnego Zespołu Studiów oraz Przewodniczący Komitetu Obrony przy Prezesie Rady Ministrów. Od 1985 do 1 sierpnia 1989 dyrektor Samodzielnego Zespołu Studiów przy Przewodniczącym Rady Państwa oraz Przewodniczący Komitetu Obrony Kraju. W latach 1986–1989 w radzie redakcyjnej Spółdzielni Wydawniczej „Czytelnik”. Od sierpnia 1989 do 31 grudnia 1990 dyrektor Pionu Politycznego Kancelarii Prezydenta PRL, Zwierzchnika Sił Zbrojnych.
Od 1991 na emeryturze. W latach 90. współpracował m.in. z pismem „Dziś” (felietony sygnowane pseudonimem „Civis”) oraz NIE(sygnowane pseudonimem "Krewa").
Wyróżnienia i nagrody: Nagroda im. Juliana Bruna (1957), Nagroda Polskiego Klubu Publicystów Międzynarodowych Stowarzyszenia Dziennikarzy Polskich (1961 – za książkę: Tam gdzie pieprz rośnie; 1980 – za korespondencje reporterskie z Afganistanu i Kampuczy), Nagroda I stopnia Prezesa Robotniczej Spółdzielni Wydawniczej „Prasa” (późniejsza RSW „Prasa-Książka-Ruch” 1967 i 1979; za całokształt twórczości dziennikarskiej), Krzyż Kawalerski Orderu Odrodzenia Polski (1975), Nagroda im. Bolesława Prusa (1980; za całokształt twórczości dziennikarskiej), Krzyż Oficerski Orderu Odrodzenia Polski (1983), srebrny medal „Za Zasługi dla Obronności Kraju” (1984), nagroda tygodnika „Życie Literackie” (1984), srebrna Odznaka „Za Zasługi dla Obrony Cywilnej” (1987), Krzyż Komandorski Orderu Odrodzenia Polski (1989), złoty medal „Za Zasługi dla Obronności Kraju” (1990).
Członek Związku Walki Młodych (1947–1948), Związku Młodzieży Polskiej (1948–1956), Związku Zawodowego Dziennikarzy RP i Stowarzyszenia Dziennikarzy Polskich (1949–1981, m.in. wiceprzewodniczący zarządu Oddziału Warszawskiego 1956–1957, sekretarz Polskiego Klubu Publicystów Międzynarodowych 1958–1960), Polskiej Zjednoczonej Partii Robotniczej (1953–1990), Związku Literatów Polskich (1974–1981).
Na podstawie jego opowiadania Hobby doktora Travena, opublikowanego na przełomie lat 1979/1980 w tygodniku „Przekrój” powstał scenariusz do filmu „Klątwa Doliny Węży” (1987).
Pochowany na Cmentarzu Wojskowym na Powązkach (kwatera A16-8-25).

## Twórczość
- Trzy skandale. Dziennikarska opowieść o kilku tajemnicach Drugiej Rzeczpospolitej (Czytelnik 1956)
- Październik czterdziesty pierwszy (autor scenariusza i tekstów; album poświęcony ZSRR; Iskry 1959)
- Warszawa nie odpowiada (pod ps. „Fryderyk Wierzbiński”; szkic historyczny; Wydawnictwo Ministerstwa Obrony Narodowej 1960)
- Tam, gdzie pieprz rośnie. Reportaż z trzech tysięcy wysp (Książka i Wiedza 1961; wydanie 2 poprawione: 1961)
- Giaur wśród Jankesów (reportaże; Książka i Wiedza 1963)
- Podróż po garść ryżu (reportaże; Iskry 1964; seria: „Świat się zmienia”)
- Tu i teraz. Szkice publicystyczne (Czytelnik 1970)
- Opowieści zdyszane (reportaże; Iskry 1971)
- Raport z Hamburga (reportaże; Państwowy Instytut Wydawniczy 1971)
- Indiański pióropusz (pod ps. „Fryderyk Wierzbiński”; książka dla młodzieży; Biuro Wydawnicze „Ruch” 1972)
- Wybrane problemy obiegu informacji w strukturze władzy USA (Centrum Informacji Naukowej, Technicznej i Ekonomicznej – Ośrodek Informacji Centralnej 1973)
- Wielki świat. Ze wspomnień snoba-katorżnika (wspomnienia; Czytelnik 1976)
- Zanim zaczną rządzić maszyny (reportaże; Czytelnik 1976)
- Od fiordu do atolu (reportaże; Krajowa Agencja Wydawnicza 1977, seria Szczęśliwa Siódemka)
- Ballada hotelowa (opowieść; Wydawnictwo Literackie 1979, ISBN 83-08000-31-2)
- O Narodach Zjednoczonych bez tajemnic (książka dla młodzieży; Młodzieżowa Agencja Wydawnicza 1979, ISBN 83-20301-96-3, seria: „Biblioteka Harcerskiej Służby Polsce Socjalistycznej”, nr 7; 1987, ISBN 83-20300-84-3)
- Sceny przydrożne (reportaże; 1979)
- Vietnam – Kampuchea 1979. An eye-witness report (World Peace Council, Helsinki 1979; także przekłady: niemiecki, hiszpański i francuski)
- Hobby doktora Travena (opowiadanie, „Przekrój” 1979/1980 nr 1811–1818)
- Bambusowa klepsydra (reportaż z Kambodży; Państwowy Instytut Wydawniczy 1980, ISBN 83-06003-10-1)
- Czas nietoperza (pod ps. „Robert F. Stratton”; powieść sensacyjna; Czytelnik 1981, 1988)
- Rzeczy minione (publicystyka; Wydawnictwo Literackie 1983, ISBN 83-08009-37-9)
- Czarne złoto (pod ps. „Robert F. Stratton”; powieść sensacyjna; „Tygodnik Ostrołęcki” nr 49-53/1984, 2-52/1985, 1/1986)
- Teraz już można. Ze wspomnień kulawego Szerpy (wspomnienia; Wydawnictwo Dolnośląskie 1994, ISBN 83-70233-25-2)

## Prace redakcyjne
- DOSAW: masowa organizacja lotnicza radzieckich patriotów (autor opracowania; Zarząd Główny Ligi Lotniczej 1951)
- Super-Ameryka. Szkice o kulturze i obyczajach [t. I–II] (współautor wyboru i tłumaczenia; wespół z Kazimierzem Dziewanowskim, Danielem Passentem i Ewą Życieńską; wybór Wiesław Górnicki, Jerzy Kossak; Państwowy Instytut Wydawniczy 1970; seria: „Plus Minus Nieskończoność”)
- Jan Styczyński, Wisła – opowieść o rzece (album fotograficzny; autor wstępu; oprac. graf. Hubert Hilscher; Interpress 1973)